# Cabo Rojo
Cabo Rojo é uma barreira de areia de quartzitos depositada junto à costa do México no estado de Veracruz, a cerca de 55 km (35 milhas) ao sul do cidade de Tampico, Tamaulipas. Ela encerra a lagoa salgada chamada Laguna de Tamiahua. Está localizada nos municípios de Tampico Alto e Tamiahua.
Como uma das poucas características salientes sobre esta parte da costa, pode ser considerado como o limite entre a costa ocidental do Golfo de Campeche e do Golfo do México boa, e é frequentemente utilizado pelas autoridades como um ponto de interrupção para avisos e alertas de ciclones tropicais.